# Ралик
Ралик (англ. Ralik Chain, марш. Rālik [rˠɑ͡ææ̯lʲi͡ɯk]) — цепь островов в пределах островного государства Маршалловы Острова (в западной его части). Ралик означает «закат солнца». Общая численность населения островов Ралик составляет 19 266 человек (2011). Площадь суши — 93,31 км². Площадь лагуны — 7341,37 км².
Атоллы и изолированные острова в цепи (с севера на юг):
- Атолл Аилингинаэ
- Атолл Аилинглаплап
- Атолл Бикини (Эшшольца)
- Атолл Вото (Шанца)
- Остров Джабат
- Атолл Джалуит
- Атолл Кваджалейн (Меншикова)
- Остров Кили
- Атолл Лаэ
- Остров Либ
- Атолл Наморик
- Атолл Наму
- Атолл Ронгелап (Римского-Корсакова)
- Атолл Ронгерик
- Атолл Уджаэ
- Атолл Уджеланг
- Атолл Эбон
- Атолл Эниветок

## Язык
Цепь островов Ралик является родиной раликского диалекта (или западного диалекта) маршалльского языка. Он является взаимопонятным с диалектом Ратак (или восточным диалектом), расположенным на цепи Ратак. Эти два диалекта различаются в основном лексикой и некоторыми регулярными фонологическими рефлексами.